# Douglas McGregor
Douglas Murray McGregor (Detroit, 16 september 1906 – Concord, 13 oktober 1964) was een Amerikaans sociaalpsycholoog en managementprofessor aan de MIT Sloan School of Management. Ook was hij president van het Antioch College (1948-1954).
In zijn boek The Human Side of Enterprise (1960) benoemde McGregor het positieve en negatieve mensbeeld (Theorie X en theorie Y). Zoals Frederick Taylor vertegenwoordiger was van het Scientific Management (nadruk op organisatie), Elton Mayo die van de Human Relations (nadruk op de mens) wilde Douglas McGregor beide aspecten in het Revisionisme (organisatie en mens) omvatten.
- Bibsys: 90387732
- Bibliothèque nationale de France: cb124279419 (data)
- CiNii: DA02480348
- Gemeinsame Normdatei: 122515390
- International Standard Name Identifier: 0000 0001 0876 6535
- Library of Congress Control Number: n50007826
- Bibliotheek van het Japanse parlement: 00449462
- Nationale Bibliotheek van Tsjechië: mub2014841749
- Nationale bibliotheek van Australië: 35340975
- Nationale Bibliotheek van Israël: 987007454963505171
- Nederlandse Thesaurus van Auteursnamen: 070914095
- Réseau des bibliothèques de Suisse occidentale: 02-A003544832
- SNAC: w6f22f14
- Système universitaire de documentation: 033411131
- Trove: 918140
- Virtual International Authority File: 19769068
- WorldCat: E39PBJvXjXcBvw8PtHckjQq4v3